# Sni Sredstvom Za Uklanianie
Sni Sredstvom Za Uklanianie – nowofalowy zespół muzyczny działający w Gdańsku w latach 1984–1988, założony przez Ryszarda Tymona Tymańskiego. Związany był z gdańską grupą artystyczną TotArt.

## Historia
Sni Sredstvom Za Uklanianie powstało na gruzach rokendrolowego zespołu The Howling Dogs, w którego składzie grali basista Ryszard Tymon Tymański, gitarzyści Piotr Merta i Piotr Pawlak oraz perkusista Bartosz Szmit. Debiut koncertowy zespołu miał miejsce w sierpniu 1985 na festiwalu „Poza Kontrolą” w warszawskim klubie Riviera-Remont. W sierpniu 1986 trio nagrało sesję w studiu Studenckiej Agencji Radiowej w Gdańsku-Wrzeszczu, której realizatorem był Klaudiusz Piotr Płatkiewicz. Zarejestrowano 15 utworów, w tym wersję „Love Will Tear Us Apart” – utworu grupy Joy Division. Do jej nagrania zespół przyjął jednorazową nazwę Zanemecke Boksere Beograd i jako taki prezentowany był przez Przemysława Mroczka na antenie programu III Polskiego Radia. Na jesieni 1986 na koncercie w klubie „Pinezka” jako muzyk SSZU zadebiutował saksofonista Mikołaj Trzaska. 8 kwietnia 1988 w tym samym klubie odbył się pożegnalny koncert SSZU, podczas którego Tymański ogłosił zmianę nazwy zespołu na Miłość. Pierwszy skład Miłości przetrwał zaledwie dziesięć dni; od zespołu odszedł Piotr Merta. Miesiąc później do składu dołączył klarnecista Jerzy Mazzoll.
Sni Sredstvom Za Uklanianie grali repertuar zainspirowany m.in. Joy Division, The Birthday Party, Pere Ubu, The Doors i The Velvet Underground. Teksty grupy odzwierciedlają młodzieńcze fascynacje Rimbaudem, Apollinairem i Vianem, Bursą i Wojaczkiem.
Sesja dla SAR-u obejmowała utwory:
1. "Moja lewa ręka"
2. "Film"
3. "To nie moje sumienie"
4. "Labirynt
5. "Inne słońca"
6. "Manekin"
7. "Błąd"
8. "Granica"
9. "Wrona"
10. "Ostatnie Drzwi"
11. "Pryzmat"
12. "Mapa Skóry"
13. "Pierwszy Maja"
14. "Berlin"
15. "Love Will Tear Us Apart".

Nazwa grupy wzięła się z języka serbsko-chorwackiego i została wybrana jedynie ze względu na trudną wymowę. Geneza nazwy nie jest jasna; Trzaska w wywiadzie dla „Lampy” w 2005 mówił, że „to po chorwacku znaczy po prostu Sni – środek do usuwania. To był, czy może jeszcze jest, jakiś płyn do mycia naczyń czy coś takiego”. Kazik Staszewski, który w utworze „Keszitsen kepet onmagarol” na albumie Muj wydafca śpiewa „Każdemu dziecku ciepłe ubranie/ Sni Sredstvom Za Uklanianie”; w komentarzu do tekstu utworu wyjaśnia, że (według Olafa Deriglasoffa) Tymański podczas pobytu u rodziców na placówce w Jugosławii „przed oczyma miał [...] mieć taki napis na proszku w ubikacji”. Według Tymańskiego, nazwa zespołu była pomysłem Jacka Jońcy, przyjaciela grupy.
W 1995 trio Sni Sredstvom Za Uklanianie reaktywowało się na kilka miesięcy, żeby nagrać kolejną wersję swojego nowofalowego repertuaru. Sesja została zarejestrowana w sierpniu 1995 w gdańskim studiu Krater i obejmowała następujące utwory:
1. "Moja lewa ręka"
2. "Film"
3. "To nie moje sumienie"
4. "Labirynt
5. "Inne słońca"
6. "Manekin"
7. "Błąd"
8. "Trup w Wannie"
9. "Granica"
10. "Wrona"
11. "Ostatnie Drzwi"
12. "Pryzmat"
13. "Mapa Skóry"
14. "Pierwszy Maja".

W 2008 Sni Sredstvom Za Uklanianie doczekali się swego mocno spóźnionego fonograficznego debiutu. Płyta nazywała się „1983–86” i wyszła nakładem gdańskiej wytwórni Biodro Records. Teoretycznie zespół nosił nazwę SZZU od wakacji 1984, wcześniej nazywał się Abiogeneza; niemniej dwa pierwsze utwory napisane zostały w 1983 i stąd owa data pojawiła się w tytule płyty. Muzycy zapowiadają, że w niedalekiej przyszłości planują zarejestrować kolejną sesję z późniejszymi utworami grupy z okresu współpracy z Totartem (m.in. „Berlin”, „Niech Wyjdzie Na Jaw Najgłębsza Rzeczywistość” i „Ojciec”).

## Skład
- Tymon Tymański – wokal, gitara basowa
- Piotr Merta – gitara
- Bartek Szmit – perkusja

## Dyskografia
- 1983–1986 (Biodro Records, 2008)